# Videoclipregisseur
Een videoclipregisseur of videoclipregisseuse is degene die de artistieke leiding heeft bij het filmen en bewerken van videoclips, die gebruikt worden als promotiemiddelen voor muzieksingles. De eerste videoclips werden gemaakt door televisie- en filmregisseurs; in de jaren 90 is het regisseren van videoclips een speciaal vakgebied geworden.

## Opvallende regisseurs van videoclips
- Jonas Åkerlund
- Steve Barron
- Samuel Bayer
- Mohamed Alitou
- Burning Vision
- Peter Christopherson
- Roman Coppola
- Chris Cunningham
- Jonathan Glazer
- Michel Gondry
- Lasse Hallström
- Rob Heydon
- Paul Hunter
- Sanaa Hamri
- Spike Jonze
- Joseph Kahn
- David LaChapelle
- Francis Lawrence
- Diane Martel
- Dave Meyers
- McG
- Mike Mills
- Sophie Muller
- Jake Nava
- Marcus Nispel
- Brett Ratner
- Herb Ritts
- Chris Robinson
- Mark Romanek
- Shynola
- Floria Sigismondi
- Marc Webb
- Hype Williams
- Little X
- Renzo de Waal